# Constel·lació de la Màquina Pneumàtica
La Màquina Pneumàtica (Antlia) és una constel·lació relativament nova, ja que va ser creada el segle xviii, introduïda per Nicolas-Louis de Lacaille. La Unió Astronòmica Internacional la va anomenar així com una de les 88 constel·lacions modernes. Començant pel nord, Antlia està envoltada pel monstre del mar Hydra, la brúixola Pyxis, la Vela (Vela) del vaixell mitològic Argo, i finalment pel centaure Centaurus.

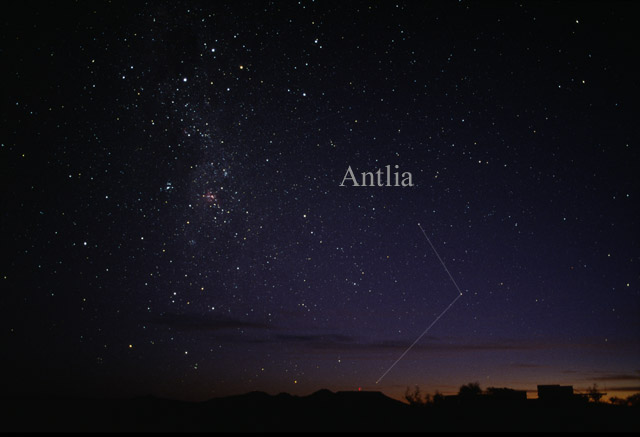
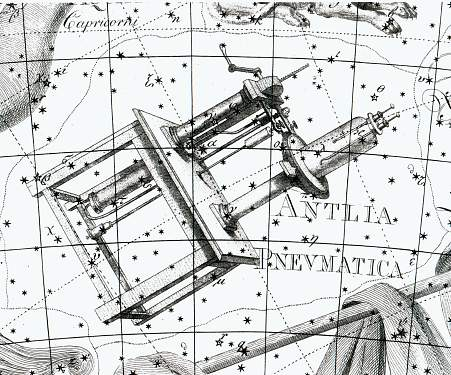

## Trets notables
Antlia és una constel·lació tènue sense estels brillants. L'estel més brillant és:
- α Ant: essent l'estel principal la seva magnitud aparent és només 4,25; de la classe espectral K4 III.

## Objectes notables del cel profund
- NGC 2997: Galàxia espiral del tipus Sc amb una inclinació de 45° respecte a la visual.
- NGC 3132: Nebulosa planetària amb un sistema binari enmig.
- PGC 29194: Aquesta galàxia petita esferoïdal amb una magnitud aparent de només 14,8m, pertany al grup local de galàxies.

## Història
L'astrònom francès Abbé Nicolas-Louis de Lacaille, qui trencà la tradició de donar noms mitològics a les constel·lacions, li posà aquest nom en l'època en què treballà a l'observatori del Cap de Bona Esperança, entre 1750 i 1754. Després d'observar uns 10.000 estels meridionals, dividí el cel sud en 14 noves constel·lacions, entre les quals hi havia Antlia. Originalment fou denominada Antlia pneumatica (màquina pneumàtica en llatí), en honor de Robert Boyle, inventor de la bomba d'aire.
És interessant fer notar que no sembla que s'hagi designat els seus estels segons les lletres de Bayer segons la seva magnitud aparent.
No hi ha cap mite relacionat amb Antlia perquè Lacaille no va seguir la tradició de donar noms procedents de la mitologia a les constel·lacions, ja que s'estimava més posar noms d'instruments científics.